# 祖父江町甲新田
祖父江町甲新田（そぶえちょうかぶとしんでん）は、愛知県稲沢市の地名。

## 地理

### 河川・池沼
- 領内川

### 交通
- 愛知県道129号一宮津島線

### 字一覧
- イ一（いいち）[WEB 6]
- イ九（いきゆう）[WEB 6]
- イ五（いご）[WEB 6]
- イ十（いじゆう）[WEB 6]
- 五ツ屋（いつつや）[WEB 6]
- イ七（いなな）[WEB 6]
- イ八（いはち）[WEB 6]
- 杁南（いりみなみ）[WEB 6]
- イ六（いろく）[WEB 6]
- 円通寺前（えんつうじまえ）[WEB 6]
- 海道南（かいどうみなみ）[WEB 6]
- 甲上（かぶとかみ）[WEB 6]
- 甲下（かぶとしも）[WEB 6]
- 甲中（かぶとなか）[WEB 6]
- 甲宮西（かぶとみやにし）[WEB 6]
- 芝一（しばいち）[WEB 6]
- 芝五（しばご）[WEB 6]
- 芝三（しばさん）[WEB 6]
- 芝七（しばなな）[WEB 6]
- 芝二（しばに）[WEB 6]
- 芝八（しばはち）[WEB 6]
- 芝原上（しばはらかみ）[WEB 6]
- 芝原下（しばはらしも）[WEB 6]
- 芝原中（しばはらなか）[WEB 6]
- 芝四（しばよん）[WEB 6]
- 芝六（しばろく）[WEB 6]
- 新江西（しんえにし）[WEB 6]
- 須賀北（すかきた）[WEB 6]
- 高須賀（たかすか）[WEB 6]
- 高山（たかやま）[WEB 6]
- 流新田（ながれしんでん）[WEB 6]
- 前田（まえだ）[WEB 6]
- 又助東（またすけひがし）[WEB 6]
- 宮浦（みやうら）[WEB 6]
- 六軒（ろくけん）[WEB 6]

### 人口の変遷
国勢調査による人口および世帯数の推移。
| 1995年（平成7年）  | 321世帯 1290人 |  |
| 2000年（平成12年） | 344世帯 1253人 |  |
| 2005年（平成17年） | 355世帯 1165人 |  |
| 2010年（平成22年） | 350世帯 1121人 |  |
| 2015年（平成27年） | 355世帯 1055人 |  |
| 2020年（令和2年）  | 368世帯 1044人 |  |

## 施設
- 内藤醸造
- 坂金製菓祖父江工場
- 聯芳寺
- 神明社
- 稲沢市立丸甲小学校
- 丸甲保育園
- 甲児童遊園
- 五ッ屋児童遊園
- 神明社
- 祖父江五ツ屋簡易郵便局
- 國建神社

### WEB
1. ↑  “愛知県稲沢市の町丁・字一覧”.   人口統計ラボ. 2023年5月5日閲覧。
2. 1 2  総務省統計局 (2022年2月10日). “令和2年国勢調査の調査結果(e-Stat) - 男女別人口，外国人人口及び世帯数－町丁・字等” (CSV). 2023年8月2日閲覧。
3. ↑  “読み仮名データの促音・拗音を小書きで表記するもの(zip形式) 愛知県” (zip).   日本郵便 (2024年2月29日). 2024年3月26日閲覧。
4. ↑  “市外局番の一覧” (PDF).   総務省 (2022年3月1日). 2022年3月22日閲覧。
5. ↑  “ナンバープレートについて”.   一般社団法人愛知県自動車会議所. 2024年1月21日閲覧。
6. 1 2 3 4 5 6 7 8 9 10 11 12 13 14 15 16 17 18 19 20 21 22 23 24 25 26 27 28 29 30 31 32 33 34 35  “愛知県稲沢市祖父江町甲新田の住所一覧”.   ゼンリン. 2024年6月23日閲覧。
7. ↑  総務省統計局 (2014年3月28日). “平成7年国勢調査の調査結果(e-Stat) - 男女別人口及び世帯数 －町丁・字等” (CSV). 2021年7月20日閲覧。
8. ↑  総務省統計局 (2014年5月30日). “平成12年国勢調査の調査結果(e-Stat) - 男女別人口及び世帯数 －町丁・字等” (CSV). 2021年7月20日閲覧。
9. ↑  総務省統計局 (2014年6月27日). “平成17年国勢調査の調査結果(e-Stat) - 男女別人口及び世帯数 －町丁・字等” (CSV). 2021年7月21日閲覧。
10. ↑  総務省統計局 (2012年1月20日). “平成22年国勢調査の調査結果(e-Stat) - 男女別人口及び世帯数 －町丁・字等” (CSV). 2021年7月21日閲覧。
11. ↑  総務省統計局 (2017年1月27日). “平成27年国勢調査の調査結果(e-Stat) - 男女別人口及び世帯数 －町丁・字等” (CSV). 2021年7月21日閲覧。